# Bánó család
A tapolylucskai és kükemezei Bánó család Magyarország ma is élő történelmi családjainak egyike. A família okiratilag bizonyíthatóan csaknem nyolc évszázados múltra tekint vissza. Ősi szálláshelyei Felvidéken, Sáros vármegyében voltak.

## A család története
A család első ismert őse a 12. és a 13. század fordulója táján született Wysobur, akinek fia, komlósi Germanus (Gyármán) újvári szerviens IV. Béla király halicsi követe volt a tatárjárás után. Danyiil Romanovics halicsi fejedelemnél tett sikeres követjárásaiért a király 1251-ben Rennaldus és Iwud nevű testvéreivel együtt az újvári szentkirály-jobbágyfiak közé emelte. Tekintettel oroszországi (halicsi) követségben szerzett érdemeire, 1259-ben Gyármánt az uralkodó felmentette a sárosi ispán iránti tartozások teljesítése alól, kötelességévé tette a további követi szolgálatokat és elrendelte, hogy komlósi birtokaiban senki ne háborgassa.
A Gyármán fiaitól származó utódok (a Bánó, a Kálnássy, a Kükemezey, valamint a már kihalt dienesfalvi Gyármán és a nádfői Bagos család felmenői) először 1350-ben osztoztak Komlós birtokán. Ez idő tájt kezükön volt Nádfő, Prócs (Istvánfalva), Dénesfalva (Dienesfalva), Pósfalu, Dukafalu, Zsálmány (Salamonfalu), Kükemező, Lucska és Kálnás, valamint Cservelyes és Kanyarék puszták.
Az említett családok tagjai egy Visegrádon, 1415. február 21-én befejezett, úgynevezett nyolcados per során bizonyították Gyármántól való hiteles leszármazásukat. Az erről szóló irat Perényi Péter országbíró 1420. szeptember 15-én, Budán kelt átiratában maradt fenn, és ma a Magyar Országos Levéltár gyűjteményének része (itt őrzik a család teljes levéltári anyagát: kb. 7,5 iratfolyóméter). E periratnak azért van különös jelentősége, mert ebből a korból igen kevés hasonló dokumentum maradt fenn, és ez rögzíti a Bánó család legkorábbi leszármazási adatait.
A 15. század közepe táján (I.) János a vármegye alispánja volt. 1560-ban I. Ferdinánd király a Kálnássy, a Bánó és a Kükemezey családokat megerősítette ősi birtokaikban. Két évvel később (III.) János alispán és rokonai kaptak tőle új adománylevelet.
1576. augusztus 18-án Báthory István lengyel király nemességerősítő címeres levelet adományozott Bánó Györgynek, aki nem csak krakkói udvarában, hanem korábban, Erdélyben is hűségesen szolgálta őt. A Varsóban keltezett adománylevél hatálya György testvéreire és unokatestvéreire is kiterjedt. III. János testvére, Boldizsár, 1566-ban Szigetvárott esett el a török elleni harcokban. Lengyel okiratok tanúsága szerint (III.) Mihály 1634-ben, majd három évvel később is vitézül harcolt a lengyelek oldalán az orosz csapatok ellen.
A család birtokviszonyai változtak az évszázadok során, és az ősi birtokokhoz újabb szerzemények társultak. Az oklevelekben és más forrásokban sárosi, zempléni, abaúji, nógrádi, bihari, somogyi birtokokról olvashatunk, amelyek ezekhez a településekhez tartoztak: Orsóc, Kohány, Orosz-Krucsó, Vavrinec, Magyar-Izsép, Sókút, Raszlavica, Torony, Zombor, Erdőbénye, Tállya, Trócsány, Kanarik, Alattyán, Bucló, Roskovány, Pétermező, Dobó, Osztrópataka, Mocsolya, Girált, Szohos, Fias, Mátévágás, Ternye, Ináncs, Éradony, Értarcsa, Érmihályfalva, Felsőmocsolád, stb.
1655. december 16-án Rákóczi László sárosi főispán többek között ezt örökítette meg a naplójában: „Dessewffy Ádám uramat és Dobay Mátyást és Semsey István uramat bocsádtam az Tót-Raszlavicának és Bánóknak jószágának elfoglalására az Badinyiért való kezességekért.” A jószágfoglalás előzménye az volt, hogy a főispán bebörtönözte zborói tiszttartóját, Badinyi Boldizsárt. A hatalmas adósságáért jótálló urak között három Bánó is akadt, akik birtokaik egy részét elzálogosították Badinyi kiszabadítása érdekében. A család a súlyos tehertételt csak a következő évszázadban heverte ki, amikor (II.) Imre visszaszerezte az átmenetileg elveszített birtokok zömét.
A 16. század derekától lutheri evangélikus vallást követő Bánók közül, a Rákóczi-szabadságharc idején, hárman is kivették részüket a hadakozásból és számos sárosi nemessel együtt a fejedelem zászlaja alatt küzdöttek a császáriak ellen. Egyikük, az 1680-ban született György a Vág menti csatákban vesztette életét.

## A család nevezetesebb tagjai
- Bánó Gábor (1776–1846) természettudós, aki több ezer kötetes könyvtárát az eperjesi evangélikus kollégiumra hagyta.
- Bánó Miklós (1818–1877). Jogot végzett. Dessewffy Albertinát, az aradi vértanú unokahúgát vette feleségül. Házasságukból született gyermekeik: Elemér, Ilona, Etelka (férje Szinyei Merse József), Zoltán, Gizella (férje Semsey Ottó), Margit (férje Görgey Béla), Aladár (neje Bánó Irma). Miklós az 1848–49-es forradalom és szabadságharcban Bem seregében harcolt, és 1850-ben harmadmagával (Dessewffy Kálmánnal és Bydeskuthy Ernővel) Aradról titokban Margonyára szállította Dessewffy Arisztid holttestét. Később országgyűlési képviselő lett, és sikeresen gazdálkodott kiterjedt birtokain.
- Bánó József (1824–1910). Ugyancsak jogot végzett. 1846-ban feleségül vette a Tolna vármegyéből származó báró Jeszenszky Teréziát, akitől hat fia és egy lánya született. Gyermekeik: Géza (neje ádámföldi Bornemisza Jolán), Árpád (1. neje Bujanovics Júlia, 2. neje Andreánszky Apollónia), József (1. neje báró Laffert Matild, 2. neje Kürthy Mária), Jenő (1. neje Münnich Kamilla, 2. neje Juanita Juanez), László (neje Puky Anna), Iván (neje Semsey Anna), Mariska (férje ifjabb Meliorisz Kálmán). született. A szabadságharc kitörése után, huszonnégy évesen Sáros vármegye másodalispánja lett. Szabadcsapatot szervezett, s annak élén több csatában is harcolt. Később többször is országgyűlési képviselő, közben 1871 novemberétől hat éven át a képviselőház alelnöke volt.[1] Igazgatóválasztmányi és rendes tagja volt a Magyar Történelmi Társulatnak. Az 1883-ban alakult Magyar Heraldikai és Genealógiai Társaság alapító és választmányi tagja, 1901–1905 között másodelnöke volt.[2] 1865-ben az ő birtokán került elő a második osztropatakai kincslelet, amelyet örökletétként elhelyezett a Magyar Nemzeti Múzeumban.
- Fiai közül Géza öccse, Bánó Árpád (1852–1934) főszolgabíró a magyar nyelvű, főgimnáziumot, jogakadémiát és papneveldét magában foglaló Eperjesi Evangélikus Kollégium utolsó felügyelője volt, aki 1918-ban a megszálló cseheknek önként nem adta át az intézményt, ezért azoknak katonasággal kellett elfoglalniuk.
- Árpád öccse, ifjabb Bánó József (1853–1937) császári és királyi kamarás, kúriai bíró volt.
- Ifjabb József öccse, Bánó Jenő (1855–1927) világutazó, 1889 tavaszán érkezett az Amerikai Egyesült Államokba. Azután Mexikóban telepedett le, ahol ültetvényeket létesített. Cikkekben, könyvekben számolt be tapasztalatairól (spanyol nyelven is). Tagja volt a párizsi Societé Academique d’Histoire Internacionale-nak és több földrajzi társaságnak. Mexikónak 1903-tól magyarországi, 1910-től egyiptomi főkonzulja. Élete vége felé Spanyolországban telepedett le, ahol számos publikációja jelent meg különféle lapokban.
- Jenő öccse, Bánó László (1857–1946) a zürichi egyetemen szerzett gépészmérnöki diplomát, 1878-ban. Hatalmas munkásságából érdemes kiemelni a Szűts Bélával közösen tervezett és 1895-ben megépített, akkor technikai újdonságnak számító ikervári vízierőművet, valamint a fűzfői lőporgyár, a budapesti egyetemi klinikák, az operaház, a Beszkárt, a Szent János Kórház, a Nemzeti Színház, a salgótarjáni és a dorogi szénbányák, valamint a debreceni klinikák gépészeti és fűtési berendezéseit. Előbb a Röck-gyár szerkesztési osztályát vezette, azután a Ganz és Társa gépgyár műhelyfőnöke lett. Munkásságának elismeréseként 1926-ban kormányfőtanácsosi méltósággal tüntették ki.
- László öccse, a vadászatairól és párbajairól is nevezetes Bánó Iván, eperjesi és bártfai rendőrkapitány, a szintén ősi Semsey családból választott feleséget. Hasonnevű fia országgyűlési képviselő lett, aki feleségével, Kacskovics Virgievel a somogyi Felsőmocsoládon élt, és a két világháború között jelentős birtokokon gazdálkodott. Tőle származik a család Bánó-Kacskovics nevű ága.
- Jenő unokája, ifjabb vitéz Bánó Lehel építészmérnök (1905–1964) a teniszpályákon is öregbítette a család jó hírét. A két világháború között ismert alakja volt a hazai sportéletnek (párosban magyar bajnokságot nyert). Később a magyar bridzsválogatott tagjaként szerepelt sikerrel. Botanikai munkássága is figyelemre méltó volt: értékes gyűjteményét a Természettudományi Múzeumnak ajándékozta.
- A legidősebb fiú, Bánó Géza földbirtokos ágán található Bánó Kálmán altábornagy, az egyes számú vitézi törzsszék törzskapitánya, aki 1945-ben hunyt el. Az ő fia, Bánó Árpád (1906–1982) testőrkapitány Horthy Miklós kormányzó testőrparancsnokának, Lázár Károly altábornagynak a segédtisztje volt. Lázár utasítására ő adta ki a testőrségnek a tűzparancsot, amikor 1944. október 16-án Otto Skorzeny SS-egységei megtámadták a budai várat. Idős korára lefokozva, nyugdíjától megfosztva arra kényszerült, hogy fizikai munkával keresse kenyerét.